# Marmosops
Marmosops  is een geslacht van buideldieren uit de familie der Opossums (Didelphidae). De wetenschappelijke naam van het geslacht werd in 1916 gepubliceerd door Paul Matschie.

## Soorten
Er worden 21 soorten in dit geslacht geplaatst:
- Ondergeslacht Marmosops
  - Marmosops caucae (Thomas, 1900)
  - Marmosops creightoni (Voss, Tarifa, & Yensen, 2004)
  - Marmosops incanus (Lund, 1840)
  - Marmosops noctivagus (Tschudi, 1845)
  - Marmosops ocellatus (Tate, 1931)
  - Marmosops paulensis (Tate, 1931)
  - Marmosops soinii (Voss, Fleck, & Jansa, 2019)
- Ondergeslacht Sciophanes
  - Marmosops bishopi (Pine, 1981)
  - Marmosops carri (J. A. Allen & F. M. Chapman, 1897)
  - Marmosops chucha (Díaz-Nieto & Voss, 2016)
  - Marmosops fuscatus (Thomas, 1896)
  - Marmosops handleyi (Pine, 1981)
  - Marmosops invictus (E. A. Goldman, 1912)
  - Marmosops juninensis (Tate, 1931)
  - Marmosops magdalenae (Díaz-Nieto & Voss, 2016)
  - Marmosops marina (Ferreira et al., 2020)
  - Marmosops ojastii (F. J. García, Sánchez-Hernández, & Semedo, 2014)
  - Marmosops pakaraimae (Voss et al., 2013)
  - Marmosops parvidens (Tate, 1931)
  - Marmosops pinheiroi (Pine, 1981)
  - Marmosops woodalli (Pine, 1981)